# ينغي كند (مياندوآب)
ينغي كند هي قرية في مقاطعة مياندوآب، إيران. عدد سكان هذه القرية هو 248 في سنة 2006.